# Манатуту (округ)
Манатуту (порт. Manatuto, тетум Manatutu) — один из 13 округов Восточного Тимора. Площадь составляет 1785,96 км². Административный центр округа также носит название Манатуту.
Округ известен как место рождения первого президента Восточного Тимора, а в настоящее время — премьер министра страны — Шанана Гусман. Он родился в деревне Лалейа, в 19 км к востоку от города Манатуту.

## География
Расположен в центральной части страны, простираясь от северного до южного побережья острова. Граничит с округами: Баукау (на северо-востоке), Викеке (на юго-востоке), Дили (на северо-западе), Айлеу (на западе) и Мануфахи (на юго-западе). На севере омывается водами пролива Ветар, а на юге — водами Тиморского моря.
Через округ протекает крупная река Саверная Лакло, впадающая в пролив Ветар.

## Население
Население округа по данным на 2010 год составляет 42 742 человек; для сравнения, на 2004 год оно насчитывало 36 719 человек. Плотность населения — 23,93 чел./км². Средний возраст населения составляет 18,7 лет. В период с 1990 по 2004 годы средний ежегодный прирост населения составил 1,06 %.
33,4 % населения говорят на языке галоли; 26,0 % — на языке идалака; 20,1 % — на тетум; 7,4 % — на мамбаи; 5,1 % — на хабун. Распространены также другие местные языки и диалекты. 41,2 % населения владеют языком тетум (включая тех, для которых он является вторым и третьим языками); 36,2 % владеют индонезийским и 10,5 % — португальским. 60,6 % населения неграмотны (63,6 % женщин и 57,7 % мужчин). Только 10,3 % лиц старше 18 лет закончили среднюю школу (8,1 % женщин и 12,5 % мужчин).
По данным на 2004 год 97,5 % населения составляют католики; 1,9 % — приверженцы традиционных анимистических верований и 0,2 % — протестанты.

## Административное деление

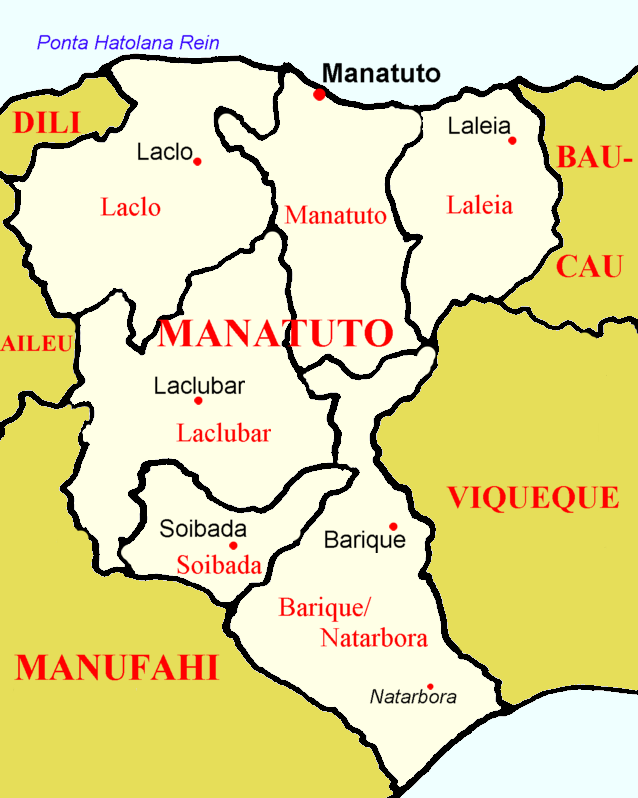
Aдминистративноe деления округа

В административном отношении подразделяется на 6 подрайонов:
| Подрайон | Население, чел. (2010) | Площадь, км² |
| -------- | ---------------------- | ------------ |
| Барике   | 4768                   | 397,40       |
| Лаклу    | 7618                   | 368,74       |
| Лаклубар | 11 682                 | 392,00       |
| Лалейя   | 3089                   | 226,09       |
| Манатуту | 12 555                 | 271,38       |
| Сойбада  | 3030                   | 130,34       |

## Галерея

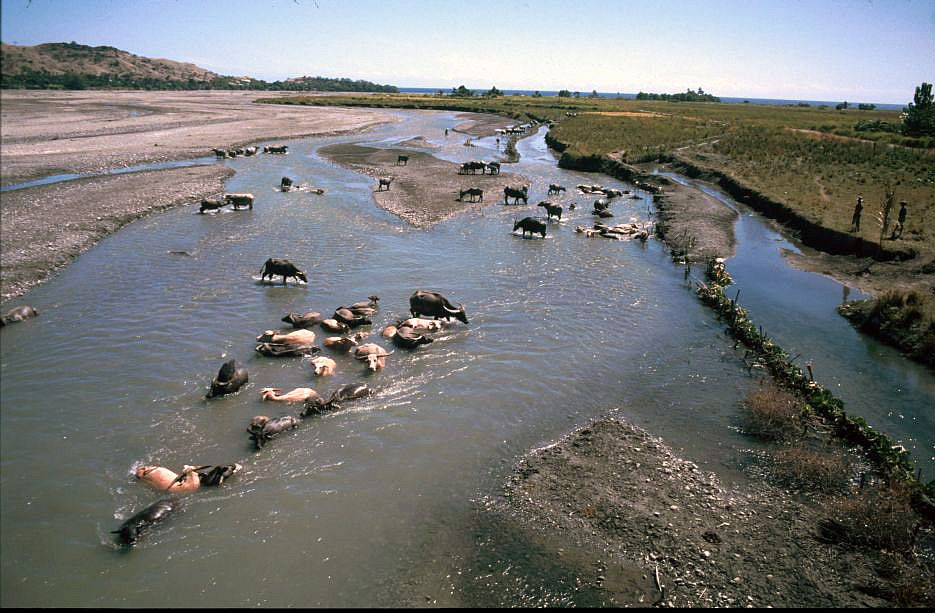
Река Северная Лакло в Манатуту
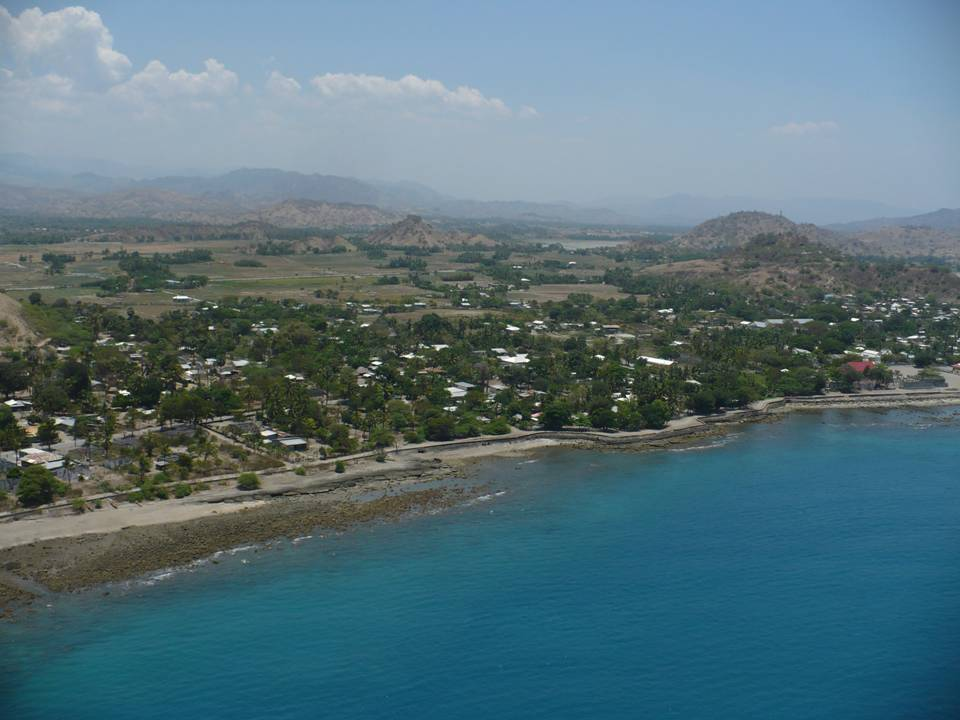
Вид на город Манатуту